# The Vanguard Group
The Vanguard Group és una empresa d'assessorament financer nord-americà amb seu a Malvern, Pennsilvània, amb més de 5,3 bilions de dòlars en actius gestionats. És el major proveïdor de fons i el segon major proveïdor de fons d'inversió cotitzat al món després d'iShares de BlackRock. A més de fons, Vanguard ofereix serveis de corredoria, anualitats variables i fixes, serveis de comptes educatius, planificació financera, gestió d'actius i serveis de confiança.
El fundador i expresident John C. Bogle és conegut per haver creat el primer fons índex disponible per a inversors individuals i va ser promotor i un dels principals afavoridors d'inversions de baix cost per a persones individuals. Vanguard és propietat dels fons gestionats per l'empresa i, per tant, és propietat dels seus clients. Vanguard ofereix dues classes per a la majoria de llurs fons: les participacions investor i les participacions admiral. Les participacions admiral tenen una ràtio de despeses lleugerament inferiors, però requereixen una inversió mínima més elevada, sovint entre 10.000 i 100.000 dòlars per fons.